# Sé, Santa Maria e Meixedo
Sé, Santa Maria e Meixedo (Officiellement: União das Freguesias de Sé, Santa Maria e Meixedo) est une freguesia portugaise du concelho de Bragance avec une superficie de 35,69 km2 pour une population de 22 016 habitants (2011). Densité: 616,9 hab/km2.

## Histoire
Elle fut constituée en 2013, dans l'action d'une réforme administrative nationale, par la fusion entre les anciennes freguesias de Sé, de Santa Maria et de Meixedo.

## Demographie
| Freguesia actuelle | Freguesia actuelle        | Freguesia actuelle | Freguesia actuelle | Anciennes freguesias | Anciennes freguesias | Anciennes freguesias | Anciennes freguesias |
| Blason             | Freguesia                 | Population         | Superficie(km2)    | Blason               | Freguesia            | Population(2011)     | Superficie(km2)      |
| ------------------ | ------------------------- | ------------------ | ------------------ | -------------------- | -------------------- | -------------------- | -------------------- |
|                    | Sé, Santa Maria e Meixedo | 22 016             | 35,69              |                      | Sé                   | 17 913               | 10,72                |
|                    | Sé, Santa Maria e Meixedo | 22 016             | 35,69              | Santa Maria          | 3 940                | 13,49                |                      |
|                    | Sé, Santa Maria e Meixedo | 22 016             | 35,69              | Meixedo              | 163                  | 11,48                |                      |